# Shiina Yasutane
Pour les articles homonymes, voir Shiina.
Shiina Yasutane est un nom japonais traditionnel ; le nom de famille (ou le nom d'école), Shiina, précède donc le prénom (ou le nom d'artiste).
Shiina Yasutane (椎名 康胤, mort en mars 1576) est un daimyo de l'époque Sengoku, à la tête du clan Shiina de la province d'Etchu. Tout au long des années 1550 et 1560, il mène de nombreuses attaques sur le clan Jinbo et, dans l'un des rares cas documentés de deux généraux s'engageant personnellement dans le combat sur le terrain, Yasutane combat avec Jinbo Nagamoto, le chef du clan Jinbo, en 1554, à la bataille d'Imizu. Au cours de cet affrontement particulier, il est cinglé à la mâchoire par Nagamoto, ce qui le laisse défiguré de façon permanente. On pense qu'il a été assassiné en 1576 par Kojima Motoshige sur ordre de Uesugi Kenshin.

## Source de la traduction
- (en) Cet article est partiellement ou en totalité issu de l’article de Wikipédia en anglais intitulé « Shiina Yasutane » (voir la liste des auteurs).